# Andreas Granqvist
Andreas Granqvist (Helsingborg, 16 april 1985) is een voormalig Zweeds profvoetballer die doorgaans als verdediger speelde. Hij verruilde FK Krasnodar in juli 2018 voor Helsingborgs IF, waarvoor hij ook de eerste drie jaar van zijn carrière uitkwam. Granqvist debuteerde in 2008 in het Zweeds voetbalelftal.

## Clubcarrière
Hij maakte tijdens zijn thuisdebuut in de wedstrijd van FC Groningen tegen FC Utrecht een doelpunt met een soloactie van zestig meter. Later in het seizoen maakte Granqvist nog een paar doelpunten met zijn hoofd en een tweede solo eveneens vanaf de eigen speelhelft tegen NAC Breda.
In het seizoen 2009/2010 was Granqvist reserve-aanvoerder van Groningen. Hij kwam in 32 competitiewedstrijden tot 6 doelpunten. In dit seizoen ontpopte hij zich tot penaltyspecialist, hij mocht drie keer aanleggen en hij verzilverde ze alle drie. Aan het eind van het seizoen werd hij verkozen tot speler van het jaar bij Groningen. In het seizoen 2010/11 was Granqvist aanvoerder bij Groningen en maakte hij 11 doelpunten als centrale verdediger, waarvan 6 uit een strafschop.
Op 15 juni 2011 werd bekendgemaakt dat Granqvist een contract voor vier seizoenen had getekend bij het Italiaanse Genoa CFC. FC Groningen ontving een bedrag van 2 miljoen euro plus een percentage bij doorverkoop voor de Zweeds international. In augustus 2013 werd bekendgemaakt dat Granqvist van Genoa vertrok naar de Russische competitie. Daar ging hij spelen voor FK Krasnodar. De Zweed werd voor een kleine zes miljoen euro verkocht, wat betekende dat Groningen ruim 300.000 euro tegemoet kon zien.

## Clubstatistieken
| Seizoen | Club                     | Competitie     | Duels | Goals |
| ------- | ------------------------ | -------------- | ----- | ----- |
| 2004    | Helsingborgs IF          | Allsvenskan    | 21    | 0     |
| 2005    | Helsingborgs IF          | Allsvenskan    | 26    | 1     |
| 2006    | Helsingborgs IF          | Allsvenskan    | 25    | 0     |
| 2006/07 | → Wigan Athletic (huur)  | Premier League | 0     | 0     |
| 2007/08 | Wigan Athletic           | Premier League | 14    | 0     |
| 2008    | → Helsingborgs IF (huur) | Allsvenskan    | 11    | 1     |
| 2008/09 | FC Groningen             | Eredivisie     | 32    | 4     |
| 2009/10 | FC Groningen             | Eredivisie     | 32    | 6     |
| 2010/11 | FC Groningen             | Eredivisie     | 32    | 11    |
| 2011/12 | Genoa CFC                | Serie A        | 28    | 1     |
| 2012/13 | Genoa CFC                | Serie A        | 35    | 1     |
| 2013/14 | FK Krasnodar             | Premjer-Liga   | 20    | 1     |
| 2014/15 | FK Krasnodar             | Premjer-Liga   | 27    | 0     |
| 2015/16 | FK Krasnodar             | Premjer-Liga   | 29    | 1     |
| 2016/17 | FK Krasnodar             | Premjer-Liga   | 29    | 0     |
| 2017/18 | FK Krasnodar             | Premjer-Liga   | 29    | 1     |
| 2018    | Helsingborgs IF          | Superettan     | 15    | 2     |
| 2019    | Helsingborgs IF          | Allsvenskan    | 22    | 0     |
| 2020    | Helsingborgs IF          | Allsvenskan    | 1     | 0     |
| 2021    | Helsingborgs IF          | Superettan     | 5     | 0     |
| Totaal  | Totaal                   | Totaal         | 433   | 30    |

## Interlandcarrière
Granqvist maakte zijn debuut in het Zweeds voetbalelftal onder leiding van bondscoach Lars Lagerbäck op 23 januari 2006 in de vriendschappelijke wedstrijd tegen Jordanië (0–0), net als doelman John Alvbåge (Viborg FF) en verdediger Matias Concha (Djurgårdens IF). Sinds 2010 is Granqvist een vaste waarde in de selectie van Zweden en speelde hij mee op het Europees kampioenschap voetbal 2012. Op 29 maart 2016 speelde hij zijn vijftigste interland, een oefeninterland tegen Tsjechië. Op 11 mei 2016 werd hij door bondscoach Erik Hamrén opgenomen in de Zweedse selectie voor het Europees kampioenschap voetbal 2016 in Frankrijk. Zweden werd uitgeschakeld in de groepsfase na nederlagen tegen Italië (0–1) en België (0–1) en een gelijkspel tegen Ierland (1–1). Nadat Zlatan Ibrahimovic na afloop van het toernooi stopte als international, benoemde de nieuwe bondscoach Janne Andersson Granqvist als diens opvolger als aanvoerder van het nationale elftal.